# 노리쿰

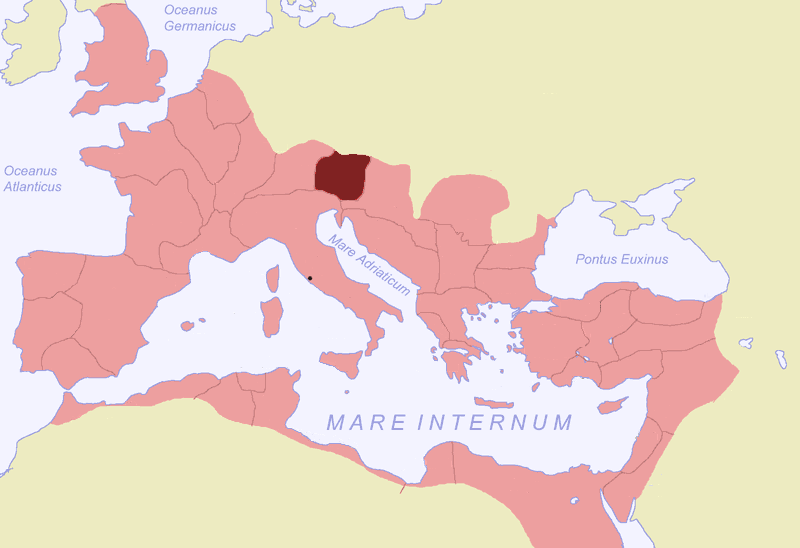
로마 속주들 중의 노리쿰

노리쿰(Noricum)은 오늘날의 오스트리아의 대부분과 슬로베니아 지역을 포함한 지역에 있던 켈트계 왕국이나 부족 연맹에 대한 라틴어 명칭이었다. 서기 1세기에 로마 제국의 속주가 되었다. 북쪽으로는 도나우강, 서쪽으로는 라이티아와 빈델리키아, 동쪽과 동남쪽으로는 판노니아, 남쪽으로는 이탈리아 (베네티아 이스트리아)와 접했다. 노리쿰 왕국은 기원전 400년 경에 세워졌고, 마그달렌스베르크의 비루눔에 있는 왕궁을 수도로 삼았다.

## 범위와 민족
노리쿰 지역은 오늘날의 슈타이어마르크주 대부분, 케른텐주, 오버/니더외스터라이히 주, 빈의 서쪽, 잘츠부르크, 바이에른주의 일부, 슬로베니아의 일부를 합친 것과 일치한다. 본래 민족은 일리리아인들로 이뤄진 것으로 나타나며, 갈리아인들의 대이주 이후, 여러 켈트-리구리인 부족들에게 종속 되었으며, 이들의 족장들은 로마의 자료에서 아마도 타우리스키인들과 동일시 여기는 노리키인들 (Norici, 노레이아를 수도로 뒀기 때문에 이렇게 불림)이었다.
노리쿰은 산이 많고 동남쪽을 제외하면 토양이 상대적으로 나빴지만, 철이 풍부하여 판노니아, 모이시아, 북부 이탈리아에 있는 무기 제작소에 재료를 공급했다. 이곳의 유명한 노리쿰 강철은 로마의 무기 제작에 널리 사용되었다 (예: 호라티우스, 시 (Odes), i.16.9-10: Noricus ensis, "노리쿰의 검"). 금과 소금도 상당한 양이 발견되기도 했다. 살리운카 (라벤더의 친척 중 하나인 야생 또는 켈트 감송)라 불리는 식물이 풍부하게 자라 대 플리니우스에 따르면 향수로 사용되었다.
이곳의 거주민들은 이 지역이 로마의 속주가 되어, 로마인들이 습지와 산림지를 제거하여 토양의 비옥도를 끌어올렸을 것으로 보임에도 농업보다는 가축을 기르는데 좀 더 신경을 쓰는 호전적 사람들이었다. 노리쿰 강철은 품질과 단단함으로 유명하였다.
켈트인들이 일리리아인들을 몰아내면서, 노리쿰은 북방 켈트인들의 남쪽 최전선지였으며, 철기 시대 후기에는 이탈리아에 대한 그들의 공격 시작지였다. 노리쿰에서 대다수의 켈트족 침략자들이 언급되었다. 할슈타트 도자기에 대한 집중적인 고고학 연구는 역사에 기록되기 몇 새기 이전부터 이 지역에 활발한 문명이 있었음을 알려주었지만, 할슈타트 문명은 켈트족의 침입 이전에 초창기 일리리아에 가까운 문화적 표현 방식이었다. 할슈타트 무덤에는 청동기 시대에서 변화의 시기를 거쳐 할슈타트 문화로, 즉 초기 철기 시대로 완전한 변화가 이뤄진 당시의 무기와 장신구들이 있었다. 윌리엄 리지웨이는 호메로스의 아카이아인들의 발상지가 노리쿰과 그 인근 지역이라는 이론을 강하게 주장했다.

## 언어
대륙 켈트어군 중 하나인 노리쿰어는 프투이에서 하나와 그라펜슈타인에서의 두 개로 불완적인 비문만이 입증되었고, 그 중 어느 것도 노리쿰어의 성질에 대해 어느 것도 결론을 내릴만한 정보를 제공해주지는 않았다.

## 로마 무기와 강철
노리쿰 왕국은 공화정 중기 이래로 로마군의 무기류에 대한 주요 공급처였다. 로마의 검들은 이 지역에서 생산되는 최고 품질의 강철 칼립스 노리쿠스로 만들어졌다.
철의 강도는 탄소 함량 정도에 결정된다. 연철은 그리스 로마 세계에서 제작되었는데, 보통 최소한의 탄소만이 함류되어 무기와 도구로 사용하기에는 너무나 약했다. 따라서 최소 1.5%만의 탄소 함량이 침탄될 필요가 있었다. 이것에 대한 로마의 주요 방식은 철이 목탄으로부터 탄소를 흡수하도록 하기 위해, 800도가 넘는 온도에 철에 열을 지속적으로 가하고 목탄불에서 망치질을 했다. 이 기술은 고대의 철 제작자들이 관련한 화학적 지식을 이해했는지에 대한 증거가 없기에 경험에 의해 개발된 것이었다. 침탄법의 기초적인 방식을 사용하여 질나쁜 철광석을 좋은 품질의 강철로 만들었다.
철광석은 현대 제강 과정에서도 핵심적인 역할을 하는 망간이 풍부해야 하는데, 함류량이 너무 적거나 오히려 인처럼 없다면 강철의 강도를 약화시키게 된다. 케른텐 (남 노리쿰)에서 채굴된 철광석은 유별난 그 정도에 두 기준을 충족했다. 노리쿰의 켈트인 (주로 타우리스키족 ) 들은 기원전 500년 경에 그들의 철광석을 뛰어난 강철로 만드는 법을 경험에 의해 발견했고 이 일대에 주요 강철 제작 산업을 세웠다.
특히 무기 제조 등의 금속 제작 기술에 특화된 수 많은 대장장이들이 있었던 마그달렌스베르크에 주요 생산 및 무역 중심지가 세워졌다. 완성된 생산품은 주로 남쪽 지방의 기원전 180년에 세워진 로마의 식민지 아퀼레이아로 수출됐다.
기원전 200년 이래로 나타난 노리쿰의 부족들은 노레이아라 불린 정확하지 않은 위치 수도를 삼고, 로마인들에게 regnum Noricum 알려진, 하나의 켈크 왕국으로 점차 통일되었다. 노리쿰은 로마 공화국의 핵심 동맹이 되어, 로마의 군사적 보호에 대한 보답으로 신뢰할 수 있는 고품질의 무기와 장비들을 제공했다. 공식적인 군사 동맹 조약은 없었음에도 노리쿰인들은 로마의 군사적 지원을 요청 할 수 있었고, 이는 기원전 113년에 수 많은 튜턴족들이 노리쿰을 침공했을 때 증명되었다. 노리쿰인들의 필사적인 요청에 대한 반응으로 집정관 그나이우스 파피리우스 카르보는 알프스 너머로 군대로 이끌고 가 노레이아 인근에서 게르만 부족 또는 부족들을 공격했다 (비록 이 전투에서 그는 극심한 패배를 당했다).

## 로마 통치기
노리쿰은 기원전 16년에 로마 제국에 합병됐다. 이전 긴 세월 동안 노리쿰인들은 그들의 지도자 하에서 독립을 누렸고 로마인들과 상업 활동을 계속했다. 기원전 48년에 그들은 폼페이우스에 맞선 내전에서 율리우스 카이사르의 편에 섰다. 기원전 16년에 이스트리아를 침공한 판노니아인들에 가담했다가 일리리쿰의 프로콘술 푸블리우스 실리우스에게 패배했다. 그때부터 노리쿰은 속주로 구성되지 않고 아직 제국의 프로쿠라토르의 지배하에 있지 않은 노리쿰 왕국이라는 명칭을 유지했음에도 로마의 속주로 불렸다. 클라우디우스 황제 시기 (41년–54년)에 노리쿰은 명확한 저항이 없이 로마 제국에 마침내 합병되었다. 안토니누스 피우스 통치 전까지 이탈리카 제2군단, 피아 (Pia) (이후에 이탈리카로 개명)이 노리쿰에 주둔했으며, 군단의 지휘관이 그 속주의 총독이 되었다.
디오클레티아누스 시기 (245년–313년)에 노리쿰은 노리쿰 리펜세 (Noricum ripense, "강을 낀 노리쿰", 도나우강으로부터 남쪽 방향에 있는 남쪽 지방), 와 노리쿰 메디테르라네움 (Noricum mediterraneum, "내륙 노리쿰", 조금 더 산악 지역인 남쪽)으로 나뉘었다. 경계선은 알프스 동부의 가운데 지역을 따라 이뤄졌다. 각 행정 구역은 프라이세스 하에 있었으며, 두 곳 모두 이탈리아 프라이토리오 관구 내의 일리리쿰 관구에 속했다. 이 시기 (서기 304년) 이 지역에 장교로 복무하던 기독교도인은 신앙을 위해 순교를 당했고, 이후 성 플로리아노로 시성되었다.
로마의 식민지와 핵심 마을들에는 비르눔 (클라겐푸르트의 북쪽에 있는 마리아살 인근), 테우르니아 (슈피탈안데어드라우 인근), 플라비아 솔바 (라이프니츠 인근), 오늘날 슬로베니아의 켈레이아 (Celeia, 첼레), 유바눔 (Juvavum, 잘츠부르크), 오빌라바 (Ovilava, 벨스), 라우리아쿰 (Lauriacum, 옛 이름으로는 아니수스강인 엔스강의 하구에 있는 로르히)이 있다.
로마령 노리쿰의 인식은 19세기 오스트리아의 금석학자 리하르트 크나블의 연구로 인해 결정적으로 확장되었다.

## 현대 정치학에서
1919년 오스트리아 제국의 마지막 수상 하인리히 람마슈은 고대의 경계가 그 당시 신생 공화국의 것과 유사했기에 Norische Republik 또는 노리쿰 공화국이라는 명칭을 제안했었으며, 그렇지만 독립적이고 중립적이며, 평화로운 국가임을 제외하면 합스부르크 군주국의 계승국으로 여겨지길 바라지는 않았다.

## 주교 관구
노리쿰의 주교 관구들은 교황청 연감에 다음을 포함한 명목상 관구로 올라있다:
- 아그눈툼
- 비루눔

## 참고 문헌
- Géza Alföldy. Noricum. Routledge & K. Paul, 1974
- Healy, John F., Mining and Metallurgy in the Greek and Roman World, Thames and Hudson, 1978.
- 본 문서에는 현재 퍼블릭 도메인에 속한 브리태니커 백과사전 제11판의 내용을 기초로 작성된 내용이 포함되어 있습니다.